# غريغ كلارك (صحفي)
غريغ كلارك هو صحفي كندي، ولد في 25 سبتمبر 1892 في تورونتو في كندا، وتوفي في 3 فبراير 1977.